# Aichryson laxum

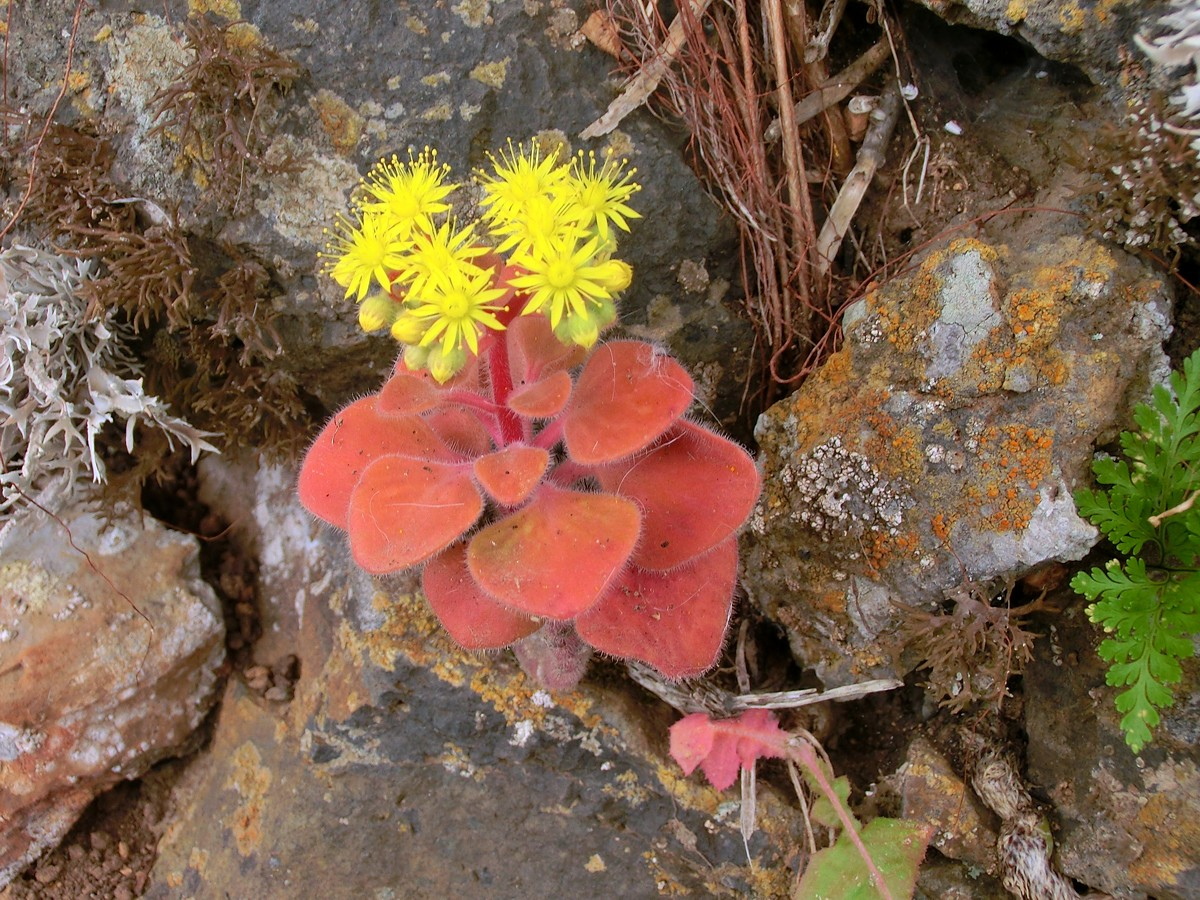
Aichryson laxum

Aichryson laxum és una espècie de planta del gènere Aichryson de la família de les Crassulaceae.

## Taxonomia
Aichryson laxum (Haw.) Bramwell va ser descrita per David Bramwell i publicada al Boletin del Instituto (Nacional) de Investigaciones Agronomicas. Madrid. xxviii. 207 (1968).
Etimologia
- laxum : epítet llatí que significa 'laxe'.[2]